# Tarjeta carbono
Una tarjeta carbono es un dispositivo (actualmente voluntario, pero que a largo plazo pueden convertirse en obligatorio) de pago, que integra una dimensión «carbono». Ante la fuerte oposición de una parte del mundo industrial, bancario y político a las ecotasas, los dispositivos de tipo tarjeta carbono contribuyen a la reducción de las emisiones de gases de efecto invernadero de los individuos, orientando en sus opciones a los consumidores hacia bienes o servicios que tengan una menor huella ecológica o energética.
En realidad, existen diferentes tipos de tarjetas carbono basadas en distintos enfoques, centrándose en determinadas emisiones individuales de gases de efecto invernadero (CO2 o equivalente de CO2), con o sin lógica caritativa o indemnización, mientras que la mayoría de las tarjetas verdes (nombre que hace referencia a la tarjeta azul) son más «generalistas» proponiendo a sus usuarios pagar algún dinero a una ONG ambientalista que trabaje para mejorar la sostenibilidad del desarrollo. La lógica del decrecimiento sostenible está generalmente ausente de estos enfoques, y muchas tarjetas verdes o tarjetas medioambientales no incluyen un objetivo específico y cuantificado de la disminución de las emisiones de gases de efecto invernadero.
Estas tarjetas están muy a menudo hoy en día propuestas conjuntamente por las organizaciones no gubernamentales (o algunas veces las empresas consultoras que participan del consumo ético) y que se asocian con un banco que proporciona la tarjeta, pero existen algunas instituciones e incluso una ciudad (Belfast) que también ofrece dicha tarjeta. Algunas de estas tarjetas (por ejemplo, Green Card) compensan el carbono sin costo adicional para su portador, que puede elegir cada mes cual será su área de compensación de carbono la silvicultura, la eficiencia energética, captura y almacenamiento de carbono, los proyectos locales ...). En ausencia de fuente de crédito de carbono para los particulares, se han creado fondos independientes y sin fines de lucro a partir de los dispositivos desarrollados en el marco del Protocolo de Kioto para permitir los comienzos de sistemas experimentales (por ejemplo: « The Climate Compensation Fund », « Sustainable Travel International » y « Native Energy »...)

## Historia
La «tarjeta carbono» se propuso a finales de 1990 en la dinámica de la Cumbre de la Tierra de Río, por los investigadores británicos que se proponían asignar una determinada cuota anual individual de carbono, esta cuota se cobra después de un número determinado de compras. Este dispositivo no ha sido llevado a la práctica totalmente, solo se hizo parcialmente y aún está sujeto a algunas pruebas, y comienza a ser considerado por algunas instituciones y grupos políticos (sobre todo del Reino Unido).
El principio es que los créditos de carbono se asignan a entidades económicas y a personas en su «cuenta carbono». Estos créditos serían canjeables de manera que aquellos que emiten más gases de efecto invernadero que la cuota permitida deberían pagar por el derecho a emitir más CO2 o CO2 equivalente, mientras que aquellos que no utilizan toda su cuota pueden vender su excedente de créditos de carbono. Los fondos no gastados por las personas se intercambian en los bancos especializados, o directamente de particular a particular (por ejemplo, en un mercado nacional o internacional, con un sistema de compensación del gobierno o en una subasta de internet (de eBay, pero más controlada y regulada). 
El contexto es el de cotas coherente con un mercado emergente de compra de derechos de contaminación que se pueden comprar a las personas o entidades con un comportamiento ecológico y que no hayan agotado su cuota. Este mercado se ha desarrollado desde la década de 1990 y se inspiran en los mecanismos «clásicos» de la economía de mercado.
Están en estudio o han sido probados a nivel local programas de tarjetas individuales. Estos estudios consisten en medir el impacto ambiental de las personas, animándolas a disminuirlo o reducirlo por completo a través de medidas compensatorias. Estas tarjetas contabilizan generalmente (cuantitativa y cualitativamente las emisiones de las personas, para alentarlas con premios, primas, multas, etc. En 2009, varias decenas de tarjetas de crédito han proporcionado un seguimiento más detallado de las emisiones, con donaciones voluntarias compensatorias a organizaciones no gubernamentales o con apoyo a las conductas de consumo sostenible.
Los primeros proyectos anglosajones se centraron en una tarjeta tipo tarjeta bancaria, obligatoria para todos los ciudadanos mayores de 16 o 18 años y válida para un país (el Reino Unido en este caso) que contiene el concepto de sistema de comercio de carbono individual (Personal Carbon Trading ou PCT), que en la década de 1990 o posterior ha estado disponible en tres tipos principales de sistema: Tradable Energy Quotas (ou TEQs), « Tyndall Centre for Climate Change Research », y Personal Carbon Allowances (ou PCAs). En todos estos enfoques, las comunidades, las industrias, los hospitales, las comunidades y el propio gobierno están sujetos a un dispositivo similar. Para mantener el sistema de manera sencilla y operativa, sólo se consideraron las emisiones causadas por el transporte y la vivienda. El transporte público podría ser excluido del dispositivo anterior en un primer momento, para animar a los participantes.
Perspectivas Europeas... Desde la década de 2000, Europa ha sugerido la necesidad de una herramienta económica más eficaz para cambiar el comportamiento individual. El Parlamento Europeo pidió en 2005 a la Comisión Europea el estudio de un sistema de cuotas individuales de emisión negociables y sobre los patrones de consumo individual. Y en el año 2006, Stevenson propuso un sistema de cuotas domésticas canjeables. Günter Verheugen, el entonces vicepresidente de la Comisión Europea responsable de Empresa e Industria, propuso incluir en este dispositivo a los conductores de vehículos.

## Objetivos
Dos son los objetivos a cumplir:
- El de consumidor eco-ciudadano voluntario (hasta la fecha estas tarjetas están basados en el voluntariado)
- El objetivo ético: este objetivo tiene por finalidad contribuir a la sensibilización, educación y formación de todos los individuos, con el objetivo de lograr un comportamiento energético más sobrio y racional, menos perjudicial en relación con el planeta y los recursos costosos o renovables muy lentamente, y proponer formas concretas de reducir o compensar estos impactos.
- El objetivo del proveedor de la tarjeta (banco, entidad financiera, ciudad ..): pueden existir cuestiones de imagen y de publicidad así como intereses comerciales, pero los objetivos son ayudar a desarrollar las herramientas y comportamientos para cumplir los objetivos del Protocolo de Kioto.